# Gélose Hoyle
La gélose Hoyle est un milieu de culture enrichi, sélectif et différentiel, employé en microbiologie pour l'isolement et l'identification de l'agent infectieux Corynebacterium diphtheriae responsable de la diphtérie. Décrit en 1941 par L. Hoyle et M.B. Leeds, il vise à améliorer les performances du milieu proposé quatre ans plus tôt par G.A.W Neill en accélérant la croissance de C. diphtheriae et notamment celle de son biovar « mitis ». Il fait partie des milieux de culture recommandés par l'OMS pour l'isolement primaire de C. diphtheriae dans les prélèvements cliniques.

## Principe
La base nutritive, riche, se compose d'un mélange d'extrait de viande et de peptone supplémentée d'une petite quantité de sang de cheval stérile laqué, c'est-à-dire hémolysé. Le sang est laqué par une succession de congélation et décongélation, technique préférable selon l'auteur à l'hémolyse osmotique par mélange avec de l'eau distillée stérile.
Le tellurite de potassium (en) est à la fois inhibiteur et indicateur. En tant qu'inhibiteur à très large spectre, il s'oppose à la croissance de la plupart des bactéries commensales des voies aérodigestives supérieures, où sont réalisés les prélèvements. En tant qu'agent de différenciation, il est réduit en tellure métallique par certains micro-organismes dont les colonies prennent alors une coloration gris-noir.
Le chlorure de sodium augmente la pression osmotique au sein du milieu. L'agar est l'agent gélifiant.

## Lecture
Les bactéries capables de croître sur ce milieu sont celles qui ne sont pas inhibées par le tellurite de potassium à la concentration utilisée (0,35 g/L).
L'aspect des colonies sur gélose Hoyle reflète leur aptitude à réduire l'ion tellurite en tellure métallique. Les colonies qui réduisent le tellurite (colonies « tellurite + ») sont de couleur gris-noir. Les autres (colonies « tellurite – ») sont incolores.
Après 24h d'incubation à 37°C, les colonies typiques de Corynebacterium spp. prennent l'aspect suivant sur la gélose Hoyle :
- pour C. diphtheriae l'aspect varie quelque peu en fonction du biovar (bv.) :
  - C. diphtheriae bv. gravis : colonies de 1,5 à 2 mm de diamètre, gris-noires, ternes, opaques, à surface mate, friables, se brisant au contact ;
  - C. diphtheriae bv. mitis et C. belfanti [4] : colonies de 1,5 à 2 mm de diamètre (taille souvent variable), gris-noires, opaques, à surface brillante, à bord régulier ;
  - C. diphtheriae bv. intermedius : colonies de 0,5 à 1 mm de diamètre, séparées les unes des autres, gris-noires, translucides, à surface brillante ;
- C. ulcerans et C. pseudotuberculosis : colonies gris-noires, opaques, d'aspect très sec.

## Composition
Pour 1000 mL de milieu, :
- peptone : 10 g
- extrait de viande : 10 g
- chlorure de sodium : 5 g
- tellurite de sodium : 350 mg
- agar : 15 g
- sang de cheval stérile laqué : 50 mL

Ajuster le pH à 7,8 ± 0,2 à 25° (après autoclavage).

## Préparation
Les ingrédients thermostables (tous à l'exception du tellurite et du sang) sont dissous dans 1000 mL d'eau distillée et le mélange est stérilisé à l'autoclave (15 min à 121°C). Le sang laqué est incorporé au mélange autoclavé refroidi à 50°C. Le tellurite de potassium est manipulé sous forme de solution aqueuse à 35 mg/mL stérilisée par filtration, dont 10 mL sont ajoutés au mélange précédent. La mixture homogénéisée est répartie dans des contenants stériles.